# 鍍金年代 (電視劇)
《鍍金年代》（英語：The Gilded Age）是一部美國歷史時代電視影集，故事設定於美國鍍金年代，發生在1880年代的紐約。影集由朱利安·費羅斯開創，克莉絲汀·巴倫絲基、辛西亞·尼克森、凱莉·庫恩、摩根·斯佩克特、丹妮·本頓、路易莎·雅各布森、泰莎·法蜜嘉、布萊克·瑞特森、西蒙·瓊斯、哈里·理查森、托馬斯·康奎爾和傑克·吉爾平出演。2019年5月，影集的播出平台由NBC移至HBO。第一季於2022年1月24日在HBO首播，第二季於2023年10月29日播放。2023年12月，續訂第三季，2025年6月22日播放。2025年7月，續訂第四季。

## 演員與角色

### 主要角色
- 克莉絲汀·巴倫絲基 飾演 艾格妮絲·凡·萊因（Agnes van Rhijn）：驕傲固執的荷蘭裔美國人，傳統貴族，社交名流，奉行紐約菁英的保守價值觀。

- 辛西亞·尼克森 飾演 艾達·布魯克（Ada Brook）：艾格妮絲的妹妹，經營慈善事業。

- 凱莉·庫恩 飾演 柏莎·羅素（Bertha Russell）：一心利用金錢和地位進入保守的上流社會。

- 摩根·斯佩克特 飾演 喬治·羅素（George Russell）：典型的強盜男爵，新興富商。

- 丹妮·本頓（英语：Denée Benton） 飾演 佩吉·史考特（Peggy Scott）：胸懷抱負的年輕作家，完成學業之後回到家鄉。

- 路易莎·雅各布森 飾演 瑪麗安·布魯克（Marian Brook）：身無分文，寄居在關係疏遠的姑姑家。

- 泰莎·法蜜嘉 飾演 格萊蒂絲·羅素（Gladys Russell）：天真無邪的年輕姑娘。

- 布萊克·瑞特森（英语：Blake Ritson） 飾演 奧斯卡·凡·萊因（Oscar van Rhijn）：艾格妮絲的兒子。

- 西蒙·瓊斯 飾演 班尼斯特（Bannister）：凡·萊因家族的管家。

- 哈里·理查森（英语：Harry Richardson (actor)） 飾演 拉里·羅素（Larry Russell）：哈佛大學畢業生。

- 托馬斯·康奎爾 飾演 湯姆·雷克斯（Tom Raikes）：年輕律師，迷戀客戶的遺孤瑪麗安。

- 傑克·吉爾平（英语：Jack Gilpin） 飾演 丘奇（Church）：羅素家族的管家。

- 唐娜·墨菲 飾演 阿斯特夫人（Mrs. Astor）：纽约上流社会的领导人。

- 凱莉·奧哈拉 飾演 奥洛拉·芬恩（Aurora Fane）：艾格妮丝的姻亲。

### 常設角色
| 演員                | 角色                                 | 備註                                           |
| ------------------- | ------------------------------------ | ---------------------------------------------- |
| 奧黛莉·麥唐娜       | 桃乐丝·史考特 Dorothy Scott          | 佩吉的母亲。                                   |
| Jeanne Tripplehorn  | Sylvia Chamberlain                   | 前社交名媛。(第一季)                           |
| 艾什莉·艾堅遜       | 瑪米·菲什 Mamie Fish                 | 社交名媛。                                     |
| Claybourne Elder    | 约翰·亚当斯 John Adams               | 奧斯卡的地下情人。（第一至三季）               |
| Katie Finneran      | 安妮·莫里斯 Annie Morris             | 奉行紐約菁英主义的名媛。（第一季）             |
| Amy Forsyth         | 凯莉·阿斯特 Carrie Astor             | 阿斯特夫人的女兒。                             |
| John Sanders        | 斯坦福·怀特 Stanford White           | 美国建筑师。（第一季）                         |
| Zuzanna Szadkowski  | 梅贝尔·恩斯利 Mabel Ainsley          | 乔治的速记员。（第一季）                       |
| 納坦·朗             | 沃德·麥卡利斯特 Ward McAllister      | 纽约上流社会社交圈的权威人士。                 |
| 羅伯·蕭恩·萊納德    | 卢克·福特 Luke Forte                 | 一名单身的牧师、后来成为艾达的丈夫。（第二季） |
| David Furr          | 達什·蒙哥马利 Dashiell Montgomery    | 凡·萊因家的表亲。（第二季）                    |
| Matilda Lawler      | 法兰西丝·蒙哥马利 Frances Montgomery | 達什的女兒。（第二季）                         |
| 蘿拉·班南蒂         | 苏珊·布雷恩 Susan Blane              | 和拉里有亲密关系的寡妇。（第二季）             |
| Nicole Brydon Bloom | 莫德·比顿 Maud Beaton                | 一位年轻的名媛。（第二至三季）                 |
| Rachel Pickup       | 安德莉 Miss André                    | 帕莎的新任贴身女僕。（第二至三季）             |
| Bill Camp           | 约翰·皮尔庞特·摩根 J. P. Morgan      | 乔治的商业对手。（第三季）                     |
| Jordan Donica       | 威廉·柯克蘭 William Kirkland         | 一位来自显赫家族的年轻医生。（第三季）         |
| 菲莉西亞·拉沙德     | 伊丽莎白·柯克蘭 Elizabeth Kirkland   | 威廉的母亲。（第三季）                         |

## 集數
| 集數 | 標題   | 譯名   | 導演        | 編劇          | 首播日期      | 美國收視人數 （百萬） |
| ---- | ------ | ------ | ----------- | ------------- | ------------- | --------------------- |
| 1    |        | 待公佈 | 麥可·恩格勒 | 朱利安·費羅斯 | 2022年1月24日 | 0.463                 |
| 2    |        | 待公佈 | 麥可·恩格勒 | 朱利安·費羅斯 | 2022年1月31日 | 0.598                 |
| 3    | [ 4 ]  | 待公佈 | 莎莉·理察森 | 朱利安·費羅斯 | 2022年2月7日  | 0.542                 |
| 4    | [ 5 ]  | 待公佈 | 待定        | 待定          | 2022年2月14日 | 待定                  |
| 5    | [ 6 ]  | 待公佈 | 待定        | 待定          | 2022年2月21日 | 待定                  |
| 6    | [ 7 ]  | 待公佈 | 待定        | 待定          | 2022年2月28日 | 待定                  |
| 7    | [ 8 ]  | 待公佈 | 待定        | 待定          | 2022年3月7日  | 待定                  |
| 8    | [ 9 ]  | 待公佈 | 待定        | 待定          | 2022年3月14日 | 待定                  |
| 9    | [ 10 ] | 待公佈 | 待定        | 待定          | 2022年3月21日 | 待定                  |

## 製作

### 開發
2012年9月，《每日電訊報》報道稱朱利安·費羅斯正在創作《唐頓莊園》的衍生前傳電視劇，並計劃繼續在ITV播出。2015年，在接受《星期日郵報》採訪時，費羅斯證實該部衍生劇正在推進，故事背景將設定在19世紀末期的紐約，命名為《鍍金年代》（The Guilded Age （原文如此））。費羅斯還表示，年輕時期的瑪姬·史密斯女爵士的可能出現在該衍生劇中。2016年1月，費羅斯透露希望年底前開啟製作。2018年1月，NBC宣佈預訂影集第一季，共十集，計劃於2019年播出。2019年5月，影集的播出平台由NBC移至HBO，後者給予影集整季預訂。

### 選角
2019年9月，製作公司宣佈克莉絲汀·巴倫絲基、辛西亞·尼克森、阿曼達·皮特和摩根·斯佩克特將出演主要角色。10月，丹妮·本頓、路易莎·雅各布森、泰莎·法蜜嘉、布萊克·瑞特森和西蒙·瓊斯加入劇組。2020年1月，哈里·理查森、托馬斯·康奎爾和傑克·吉爾平確定出演主要角色，珍妮·翠柏虹出演常設角色。4月，因應2019冠狀病毒病疫情，拍攝作業延遲導致檔期衝突，凱莉·庫恩接替阿曼達·皮特飾演主要角色柏莎·羅素。2021年1月，納坦·朗確定參演影集。

### 拍攝
2021年2月，主體拍攝於美國羅得島州的新港開機，具體地點包括夏多蘇米爾、榆树别院和聽濤山莊等豪宅。製作組於2020年12月開啟拍攝準備工作。2021年4月，製作組在紐約州的林德赫斯特莊園拍攝。5月，製作組在紐約州特洛伊 (紐約州)拍攝。

## 發行
第一季於2022年1月24日在HBO首播，共9集。

## 資料來源
1. ↑  Joe Otterson. . Variety. 2025-07-28 （英语）.
2. 1 2  . The Futon Critic.   [2022-01-01] （美国英语）.
3. ↑  Metcalf, Mitch. . Showbuzz Daily. 2022-01-25  [2022-01-25]. （原始内容存档于2022-01-25） （美国英语）.
4. ↑  . HBO.   [2022-01-02]. （原始内容存档于2022-01-02） （美国英语）.
5. ↑  . HBO.   [January 2,  2022]. （原始内容存档于2022-01-02） （美国英语）.
6. ↑  . HBO.   [2022-01-02]. （原始内容存档于2022-01-02） （美国英语）.
7. ↑  . HBO.   [2022-01-02]. （原始内容存档于2022-01-02） （美国英语）.
8. ↑  . HBO.   [2022-01-02]. （原始内容存档于2022-01-02） （美国英语）.
9. ↑  . HBO.   [2022-01-02]. （原始内容存档于2022-01-02） （美国英语）.
10. ↑  . HBO.   [2022-01-02]. （原始内容存档于2022-01-02） （美国英语）.
11. ↑  Singh, Anita. . The Daily Telegraph (London). 2012-09-28  [2012-09-29]. （原始内容存档于2018-06-14） （英国英语）.
12. 1 2  . Mail Online. 2015-04-05  [2019-01-08]. （原始内容存档于2020-04-08） （英国英语）.
13. ↑  . RadioTimes.com. 2016-01-31  [2016-06-13]. （原始内容存档于2018-06-13） （英国英语）.
14. ↑  Keene, Allison. . Collider. 2018-01-31  [2018-01-31]. （原始内容存档于2018-02-01） （美国英语）.
15. ↑  Andreeva, Denise Petski,Nellie; Petski, Denise; Andreeva, Nellie. . 2018-01-31  [2018-01-31]. （原始内容存档于2020-11-15） （美国英语）.
16. ↑  Andreeva, Nellie. . deadline.com. 2019-05-02  [2019-09-27]. （原始内容存档于2019-05-02） （美国英语）.
17. ↑  Andreeva, Nellie; Petski, Denise. . deadline.com. 2019-09-26  [2019-09-27]. （原始内容存档于2019-09-26） （美国英语）.
18. ↑  Petski, Denise. . Deadline. 2019-11-19  [2019-12-11]. （原始内容存档于2019-12-05） （美国英语）.
19. ↑  Petski, Denise. . 2020-01-30  [2020-08-17]. （原始内容存档于2020-02-04） （美国英语）.
20. ↑  Andreeva, Nellie. . 2020-02-04  [2020-08-17]. （原始内容存档于2020-02-04） （美国英语）.
21. ↑  Andreeva, Nellie. . 2020-05-01  [2020-08-17]. （原始内容存档于2020-05-01） （美国英语）.
22. ↑  Andreeva, Nellie. . Deadline Hollywood. 2021-01-13  [2021-01-13]. （原始内容存档于2021-04-01） （美国英语）.
23. ↑  Winthrop, Christian. . Newport Buzz. 2021-02-15  [2021-03-09]. （原始内容存档于2021-03-04） （美国英语）.
24. ↑  . The Providence Journal.   [2021-03-09]. （原始内容存档于2021-06-08） （美国英语）.
25. ↑  White, Peter. . Deadline Hollywood. 2021-11-18  [2021-11-18]. （原始内容存档于2021-11-21） （美国英语）.
26. . The Times Union.   [2021-05-27]. （原始内容存档于2021-06-08） （美国英语）.

## 外部連結
- 互联网电影数据库（IMDb）上《鍍金年代》的资料（英文）
- 豆瓣电影上《鍍金年代》的資料 （简体中文）